# Per Egil Flo
Per-Egil Flo, född 18 januari 1989, är en norsk fotbollsspelare som spelar för Slavia Prag. Han är brorson till Håvard Flo och släkt med Jostein Flo, Jarle Flo och Tore André Flo.